# Biserica de lemn din Saca

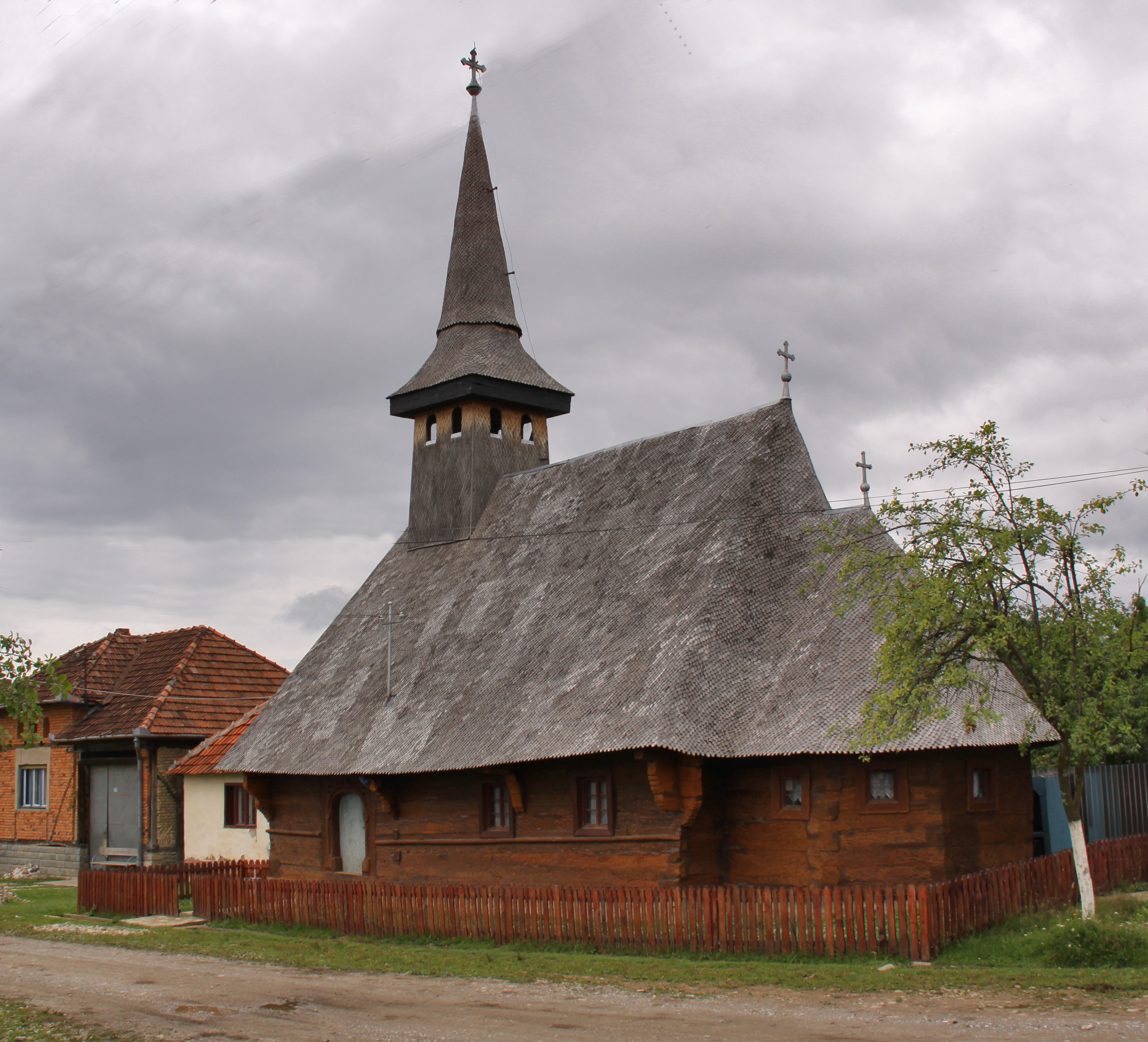
Biserica de lemn din Saca, foto: 2009

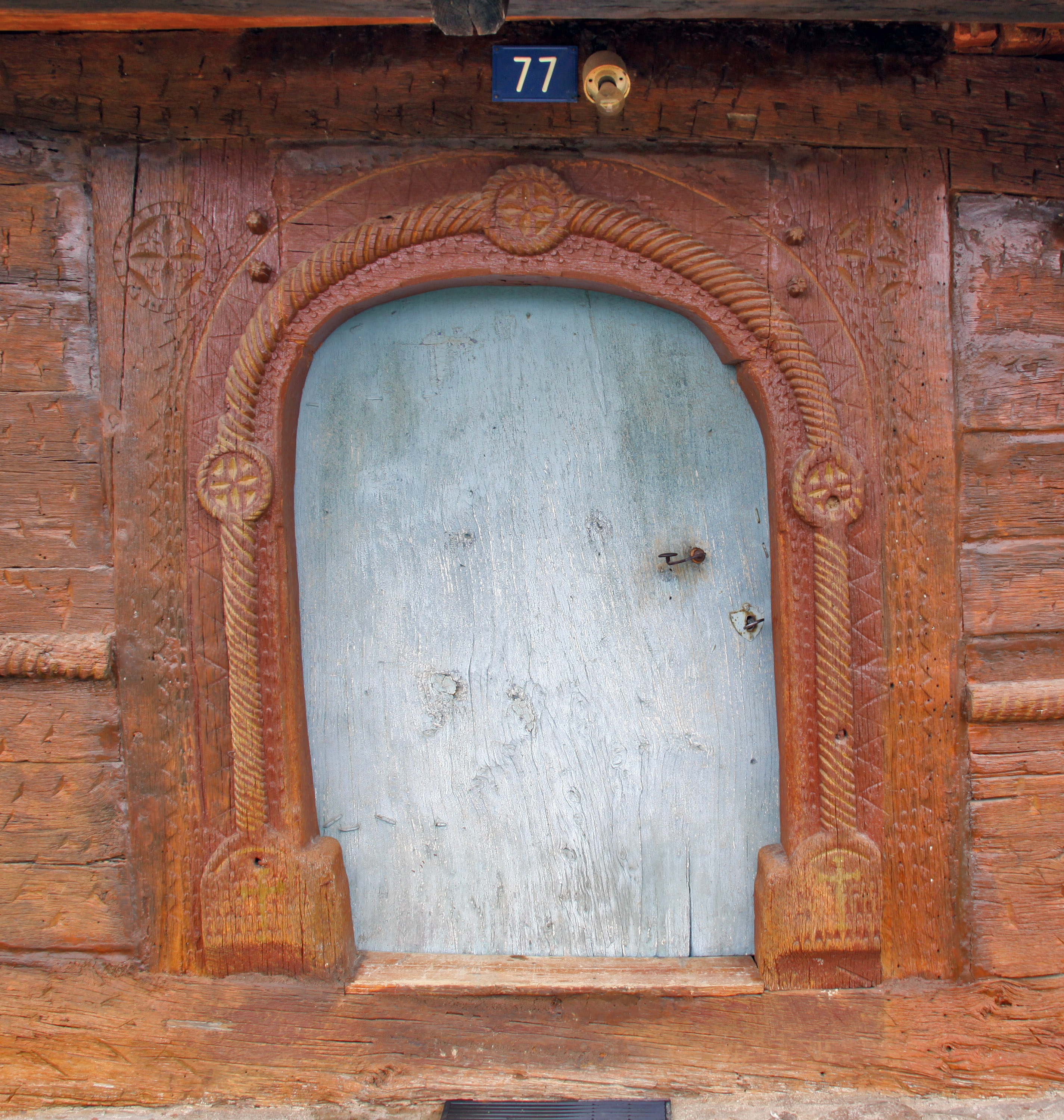
Portalul de la intrare, foto: 2009

Biserica de lemn din Saca cu hramul „Sf. Gheorghe” se află în localitatea Saca din județul Bihor. Ea a fost ridicată în jurul anului 1724 în satul Nimăiești și este semnată de meșterul Lupu, cel care a ridicat și biserica de lemn din Talpe câțiva ani mai târziu. La fel ca și cea din Talpe se distinge drept una dintre frumoasele monumente de arhitectură sacrală din lemn de pe meleagurile Bihorului, caracterizată prin motivele astrelor cerești sculptate în relief pe portale și în grinzile de sub bolta navei. Biserica se află pe noua listă a monumentelor istorice sub codul LMI:  BH-II-m-B-01192.

## Istoric
O biserică de lemn mai veche, acoperită cu șindrilă, a fost menționată în Saca în anii 1724-1725. Aceea a fost donată credincioșilor din Belejeni în anul 1818, unde se mai păstrează și astăzi.
Tradiția spune că biserica de lemn actuală a fost adusă din satul Nimăiești, Momentul aducerii ei în Saca poate fi aproximativ stabilit după 1806, când locuitorii din Nimăești cereau lemn să-și construiască o biserică nouă,  și înainte de 1818, când cea veche a fost mutată în Belejeni. 
Începutul acestei biserici este fixat de o pisanie pe peretele exterior al naosului, spre miazăzi, apărută recent de sub pământul care a îmbrăcat biserica, care reține următoarele: „ Să să știe în c[â]nd [a]m [in]trat într[a]ceasta sf[â]ntă besiarecă în luna lui mai în 27 și ... Popa Toaderu și sfătu Cociu Ion[a]șc și birău .h.uța și Petru Sălău Cucul... ami[n]te să ziceți s[ă] ne iarte D[u]mn[e]zău Diiac Ionu au fost. Și miașter Lupulu. An H[risto]s ...” Trebuie remarcată asemănarea cu biserica de lemn din Talpe, ridicată în anul 1731, unde s-a semnat același meșter, Lup din Mizieș. 

## Imagini

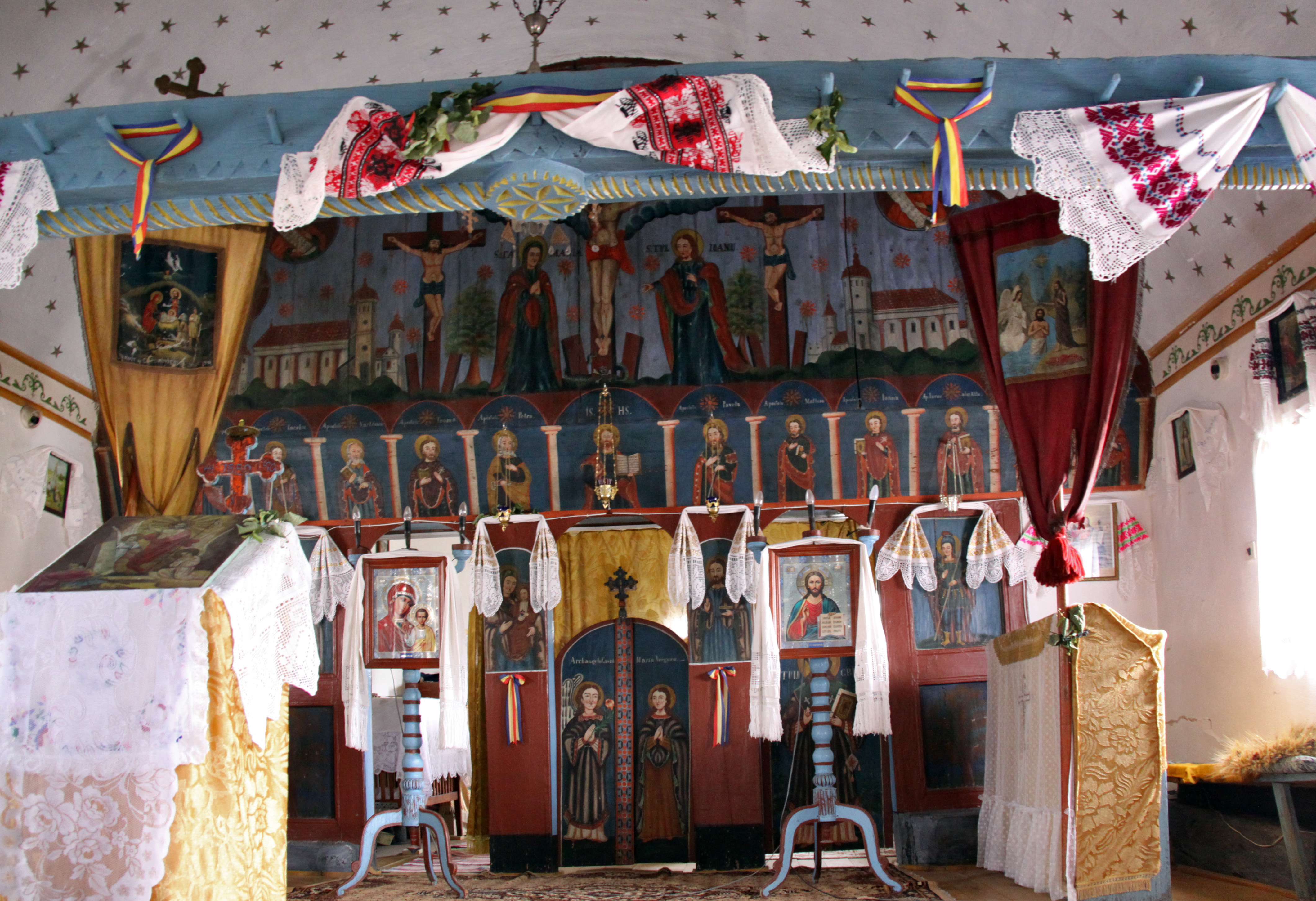
interior naos
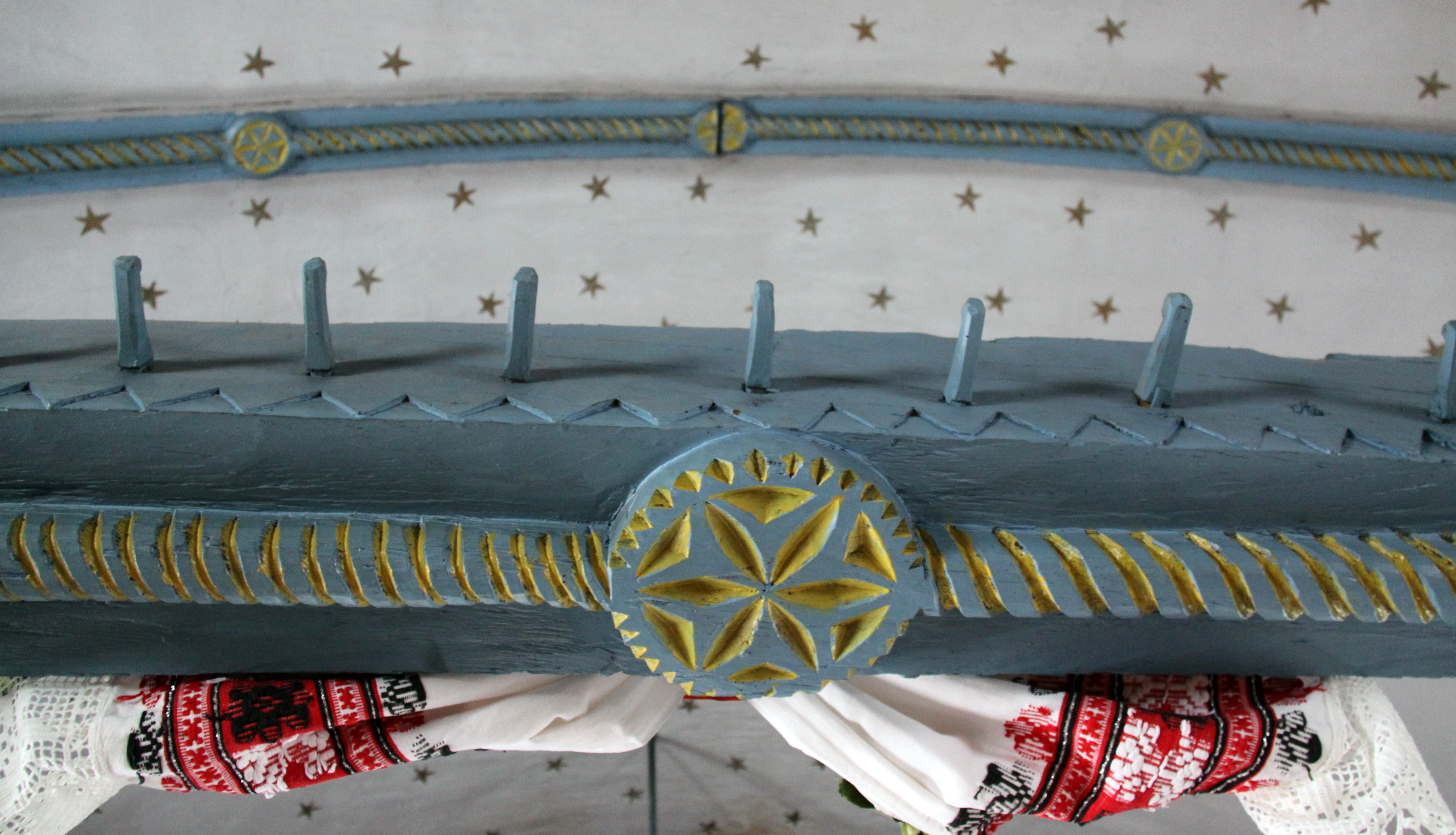
grinda tirant în naos